# Ramin Djawadi
Ramin Djawadi (Duisburgo, 19 de julho de 1974) é um compositor de trilhas sonoras germano-iraniano.
Djawadi nasceu em Duisburgo, filho de pai iraniano e mãe alemã. Ele se formou no Berklee College of Music em 1988, chamando a atenção de Hans Zimmer, que o recrutou para a Remote Control Productions.
Depois de se mudar para Los Angeles, ele trabalhou como assistente de Klaus Badelt e escreveu músicas adicionais em The Time Machine (2002), Basic (2003), The Recruit (2003) e Pirates of the Caribbean: The Curse of the Black Pearl (2003). Ele então colaborou com Zimmer, co-compondo e produzindo a trilha de Thunderbirds (2004) e colaborando em Something's Gotta Give (2003) e Batman Begins (2005).
Djawadi então colaborou com RZA para a trilha de Blade: Trinity (2004), para o diretor David S. Goyer. Isso iniciou uma parceria com Goyer que iria para o filme The Unborn (2009) e a série de televisão FlashForward, dando a ele sua segunda indicação ao Emmy Award.
Em 2005, Djawadi começou a compôr a trilha para a série Prison Break. Ele fez a trilha de todos os 81 episódios da série, recebendo uma indicação ao Emmy por Melhor Música Tema.
Em 2006 ele compôs a trilha da animação Open Season e do filme Ask the Dust. No ano seguinte ele trabalhou no filme Mr. Brooks. Em 2008 ele compôs a trilha para o filme Iron Man, seu trabalho mais conhecido no cinema. Em seguida vieram os filmes Deception (2008) e Clash of the Titans (2010).
Em 2011, ele começou a compôr a trilha para a série da HBO, Game of Thrones. Também compõe a trilha para a série do A&E, Breakout Kings e CBS, Person of Interest.
Em 2013, compôs a trilha do blockbuster Pacific Rim (Círculo de Fogo), de Guillermo del Toro, com destaque para a faixa Epic Rock, em parceria com Tom Morello.
Em 2016, compôs a trilha da série Westworld.
Em 2021, compôs a trilha do filme Eternals.